# روبرت تايلور (رجل أعمال)
روبرت تايلور(بالانجليزية: Robert R. Taylor) هو رجل اعمال امريكي انشأ وباع 14 شركة صناعة المنتاجات الاستهلاكية ومؤسس شركة Minnetonka Corp وشركة Village Bath لصناعة كرات الصابون الملفوفة يدوياً وواول من ادخل الصابون السائل في زجاجات صغيرة بمضخات الي السوق تحت اسم "softsoap"، وصاحب براند العطور Obsession بالتعاون مع Calvin Klein وصاحب براند عطور Eternity. 

## حياته
وُلد روبرت تايلور في 1 سبتمبر 1935 في مدينة بلطيمور في ولاية ميريلاند الأمريكية ونشأ في سنسناتي في ولاية أوهايو، واظهر روبرت حباً للعمل منذ ان كان صبيا وقالت عائلته انه قام ببيع حمام زاجل لمحلات الحيوانات الاليفة عدة مرات، وبعد تخرجه من جامعة ميامي درس ادارة الاعمال في جامعة ستانفورد وحصل علي ماجيستير ادارة اعمال في عام 1959، وفي عام 1980 تزوج ماري كاي وانجب منها ابنته الاكبر لوري لورانس وكارين براندفولد وستة احفاد، وانجب ابنا اسمه ديفيد توفي في 1984 في حادث انهيار جليدي بالقرب من التا بولاية يوتا وكان يبلغ من العمر 22عاماً، وانتهي زواجه الاول من أليس بوفارد بالطلاق، وقالت عائلته انه كان مجتهداً وكان يواصل العمل حتي في الاجازات

## حياته المهنية
عمل روبرت تايلور في شركة Johnson & Johnson بعد تخرجه لاكثر من ثلاث سنوات، وفي عام 1964 قرر ان يستقيل ويبدأ اول مشروع له شركة Village Bath بميزانية بلغت 3000 دولار فقط، كان مقر Village Bath في البداية هو منزل تايلور وكانت متخصصة في صناعة المنتاجات (مثل:- الشامبو برائحة الفواكه وصابون زبدة الكاكو وكرات الصابون الملفوفة يدويا ودهانات الجسم للاطفال) وتسويقها سلال زجاجية منزلية وكانت ابنته لوري لورانس تساعده في صناعة المنتاجات، واصبحت Village Bath في النهاية شركة Minnetonka وقد روج لها تايلور في المسلسلات وعلي الشاحنات وعن طريق الملصقات الورقية.
وفي عام 1978 اطلقت الشركة التي اسسها روبرت تايلور Minnetonka Corp نوع جديد من الصابون تحت اسم SoftSoap وهو الصابون السائل في زجاجات بلاستيكية صغيرة بمضخة وبحملة اعلانية بلغت قيمتها 7 ملايين دولار وللمقارنة بلغت قيمة الحملة الاعلامية لمسلسل Dial وهو اكبر مسلسل تلفزيوني وقتها 8.5 مليون دولار.
وكان قلق روبرت تايلور الاكبر هو ان يتم سرقة فكرته من الشركات الكبري مثل:-Procter & Gamble و Lever Brothers فقام بما يسمي "الرهان علي الشركة" عن طريق التواصل بشكل سري مع الشركتين الوحيدتين الذان يصنعان الزجاجات بمضخة وقام بشراء 100 مليون زجاجة ب 12 مليون دولار منهم بسعر 12 سنتاً للزجاجة وهذا الرقم هو اكبر عدد ممكن من الزجاجات يمكن ان تصنعه الشركتان خلال سنة، ادي ذلك الي تقييد انتاج المصنعين الوحيدين للمضخات لمدة عام، فاعطي هذا الرهان الوقت اللازم لروبرت تايلور للترويج لخط الصابون الجديد بعيدا عن الشركات المنافسة، ووفقا لاحصائيات جامعة هارفارد فإن عملية الشراء ب 12 مليون دولار كانت استرتيجية رهان علي الشركة ولكنها اتت بثمارها فلقد مر اكثر من عام قبل ان تتمكن الشركات الكبري من مضاهاة منتجه، وقال لصحيفة New York Times مقولته الشهيرة "افضل طريقة لرجل الاعمال للمنافسة في سوق اليوم هي تجنب المنافسة او ايجاد طرق للتحايل عليها"، وفي غضون ستة اشهر من اطلاق SoftSoap بلغت قيمة الشركة 25 مليون دولار وبعد عامين وصلت قيمة الشركة 100 مليون دولار.
وفي عام 1980 استحوذت شركة روبرت تايلور علي خط مستحضرات التجميل Obsession من Calvin Klein، ووصلت ايرادات عطرObsession في العام الاول منذ اطلاقه 1985 الي 30 مليون دولار وجاء هذا النجاح بعد الحملة الاعلانية الكبيرة التي اطلقها روبرت تايلور التي بلغت قيمتها 15 مليون دولار واثارت هذه الاعلانات الكثير من الجدل والانتقادات، وظهرت عارضة الازياء الشهيرة وقتها كيت موس عارية في احد الاعلانات، وقد قالت ابنته لوري لورانس ان والدها احب هذا النوع من الاعلانات وقال "هذا ما يسمي الاعلانات المجانية".
في عام 1987 وبعد عدة سنوات من انشاء SoftSoap لحقته الشركات الكبري وقامت بتقليد فكرته فقام ببيع SoftSoap وVillage Bath وSesame Street Bath Products لشركة Colgate-Palmolive مقابل 61 مليون دولار.
وفي عام 1989 باع روبرت تايلور معظم اسهم شركته Minnetonka Corp لشركة Unilever مقابل 376 مليون دولار.
وفي عام 1990 انتقل تايلور الي منزل في شاطئ نيوبورت في ولاية كاليفورنيا واستمر بالعمل في شركاته في مكتبه في مدينة كارلسباد.
وفي سنواته الاخيرة تعاون تايلور مع مصفف الشعر اللندني Graham Webb وقاما بتطوير شركة Monterey Bay للعناية بالشعر  وقاما بتطوير شركة Graham Webb International وفي عام 2001 قاما ببيعها لشركة Wella AG.

## وفاته
في 29 اغسطس 2013 اعلنت لوري لورانس ابنة روبرت تايلور عن وفاة والدها عن عمر 77عاما في منزله في شاطئ نيوبورت بعد معاناة مع السرطان.